# 小行星6968
小行星6968（英語：6968）是一颗围绕太阳公转的小行星。1991年11月11日，上田清二、金田宏在钏路市发现了此天体。
这颗小行星的绝对星等为61.84640565356015等。